# 메이 마시

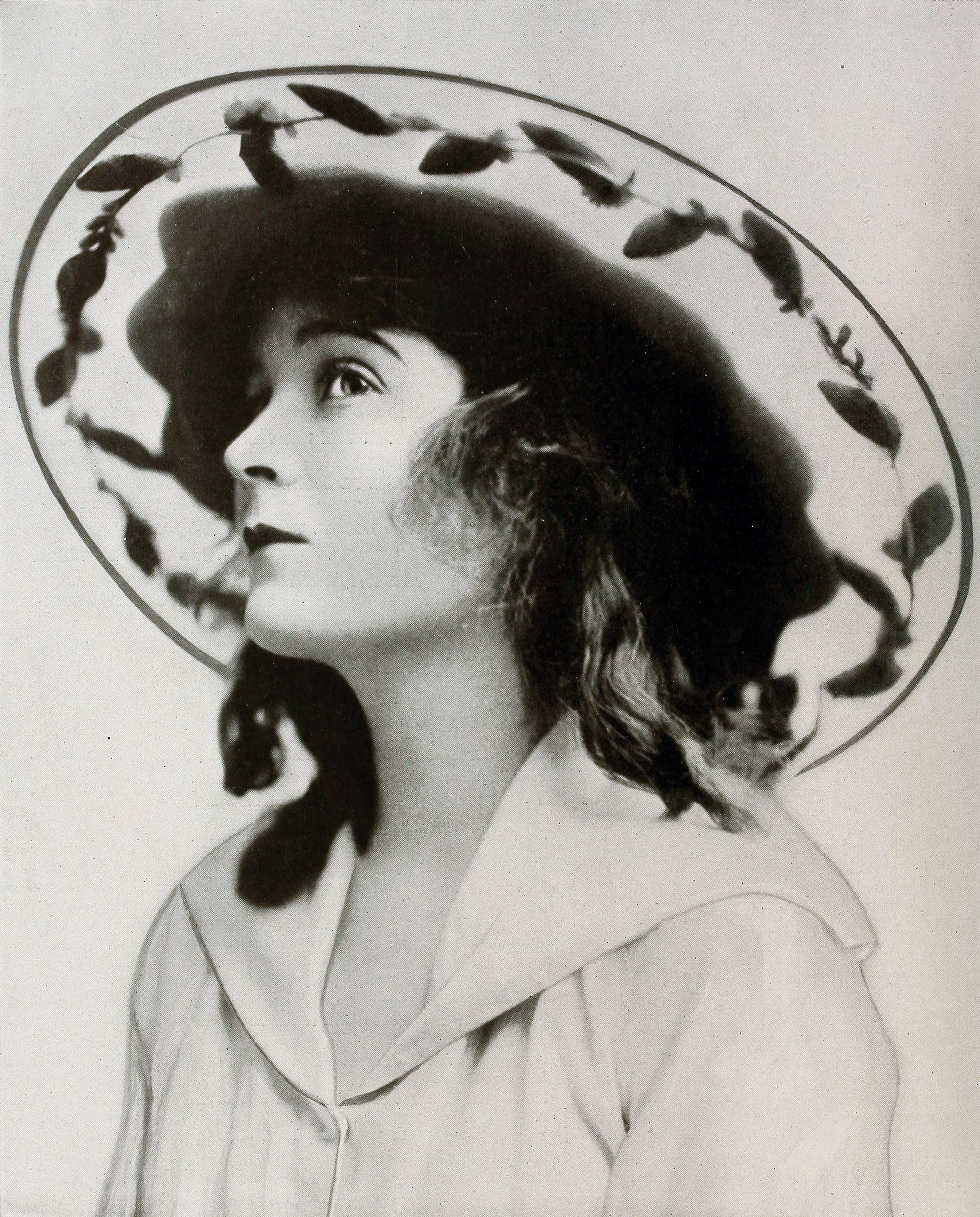

메이 마시(Mary Wayne Marsh, 1894년 11월 9일 ~ 1968년 2월 13일)는 미국의 배우, 영화배우, 텔레비전 배우이다.

## 영화
- 샤이안 (1964년)
- 투 로드 투게더 (1961년)
- 버팔로 대대 (1960년)
- 독수리의 날개 (1957년)
- 줄리 (1956년)
- 도시가 잠든 사이에 (1956년)
- 굿모닝 미스 도브 (1955년)
- 스타 탄생 (1954년)
- 태양은 밝게 빛난다 (1953년)
- 타이타닉의 최후 (1953년)
- 말 없는 사나이 (1952년)
- 모델과 중매장이 (1951년)
- 건파이터 (1950년)
- 잇 해펀스 에브리 스프링 (1949년)
- 쓰리 가드파더 (1948년)
- 딥 워터 (1948년)
- 레이트 조지 애플리 (1947년)
- 데이지 케년 (1947년)
- 황야의 결투 (1946년)
- 리브 허 투 헤븐 (1945년)
- 브룩클린의 나무 성장 (1945년)
- 인 더 민타임, 다링 (1944년)
- 제인 에어 (1944년)
- 운명의 향연 (1942년)
- 리멤버 더 데이 (1941년)
- 토바코 로드 (1941년)
- 늪지의 물 (1941년)
- 영 피플 (1940년)
- 분노의 포도 (1940년)
- 스워니 리버 (1939년)
- 모호크족의 북소리 (1939년)
- 써니브룩 농장의 레베카 (1932년)
- 오버 더 힐 (1931년)
- 패디 더 넥스트 베스트 씽 (1923년)
- 인톨러런스 (1916년)
- 국가의 탄생 (1915년)
- 어벤징 컨션스: 오어 '다우 셜트 낫 킬' (1914년)
- 우리가 알았더라면 (1913년)